# Здание Никольской церкви (Шымкент)
Здание Никольской церкви — памятник архитектуры начала XX века в Шымкенте. Входит в список памятников истории и культуры местного значения.

## История
Церковь была построена в 1914 году в Чимкенте (сейчас — Шымкент) по проекту младшего архитектора Сыр-Дарьинского областного управления И. А. Маркевича, конструктивному решению инженеров Н. И. Ботвинкина и Р. П. Кочара. Чимкентский собор был спроектирован в русском стиле второй половины XIX века. Проект был реализован за очень короткое время. Существует несколько чертежей проекта, которые дошли до нашего времени, в том числе неспроектированная оригинальная версия небольшой церкви и галереи, объединяющей небольшую церковь и церковную башню со зданием собора. Проект Маркевича был отправлен в Санкт-Петербург на утверждение инженерного комитета генерального штаба. Он отправил предложения использовать железобетонные конструкции для снижения стоимости строительства и повышения сейсмической стойкости. В 1910 году проект вернули Маркевичу на доработку, и он поручил инженеру Ботвинкину выполнить эту задачу.
Здание было построено из высококачественного кирпича, из него же выложены и декоративные элементы. Перекрытия железнобетонные.
В 1930-е годы здание было перестроено под сельскохозяйственный техникум: была разобрана глава с барабаном, кокошники, апсида, увеличена высота угловых помещений, пробиты новые оконные проёмы, сделаны новые перегородки и двухэтажная пристройка с западной стороны. Позже в здании располагались областная библиотека, дворец пионеров. В настоящее время в бывшем здании собора находится областной государственный театр кукол.

## Архитектура
Здание представляет собой один из лучших образцов русского культового строительства на юге Казахстана, выполненного в «кирпичном стиле». Прямоугольное в плане, двухэтажное сооружение. По боковым фасадам на третьем этаже проходят надстроенные позже галереи.
В декоративной обработке, приёмах членения фасадов сказываются классические ордерные принципы — трёхосевая композиция, вертикальный ритм пилястр в местах примыкания стен, венчающий и междуэтажные карнизы, аркатурный пояс. Композиционные оси обозначены объёмами ризалитов, акцентированных пилястрами с капителью в виде пучков полуколоннок. Гладь стены прорезана арочными окнами с полуциркульными перемычками, на втором этаже они имеют гладкие наличники и подоконные полочки, выложенные в виде кронштейнов. Встроенные окна на поперечных осях здания выделены квадратными междуэтажными филёнками и кубышками в виде балясин, на которые опираются пяты сложнопрофильных надоконных арок.
Здание имеет продольно-осевую планировочную схему, которая прослеживается, несмотря на перестройки, соответствуя делению на нефы. Декор стен, чугунные решётки в интерьерах были утрачены полностью. Частично сохранилось покрытие пола метлахской орнаментальной плиткой.